# خط آی‌آرتی برادوی–خیابان هفتم
خط آی‌آرتی برادوی–خیابان هفتم (انگلیسی: IRT Broadway–Seventh Avenue Line) یکی از خط‌های متروی نیویورک سیتی در بخش برانکس، منهتن و بروکلین است.
این خط که در سال ۱۹۰۴ میلادی تاسیس شده دارای ۴۴ ایستگاه است.

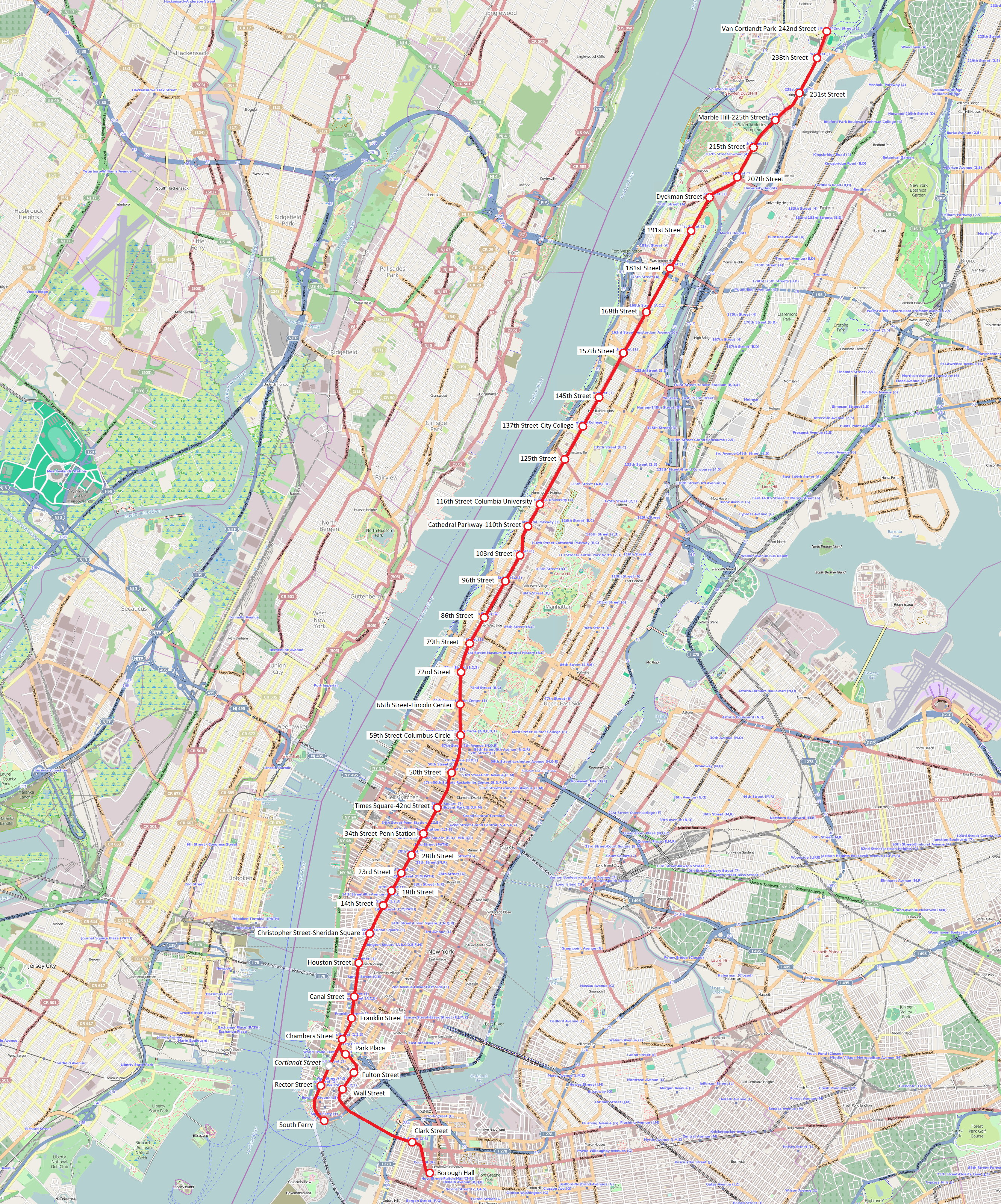
نقشه مترو

## نگارخانه

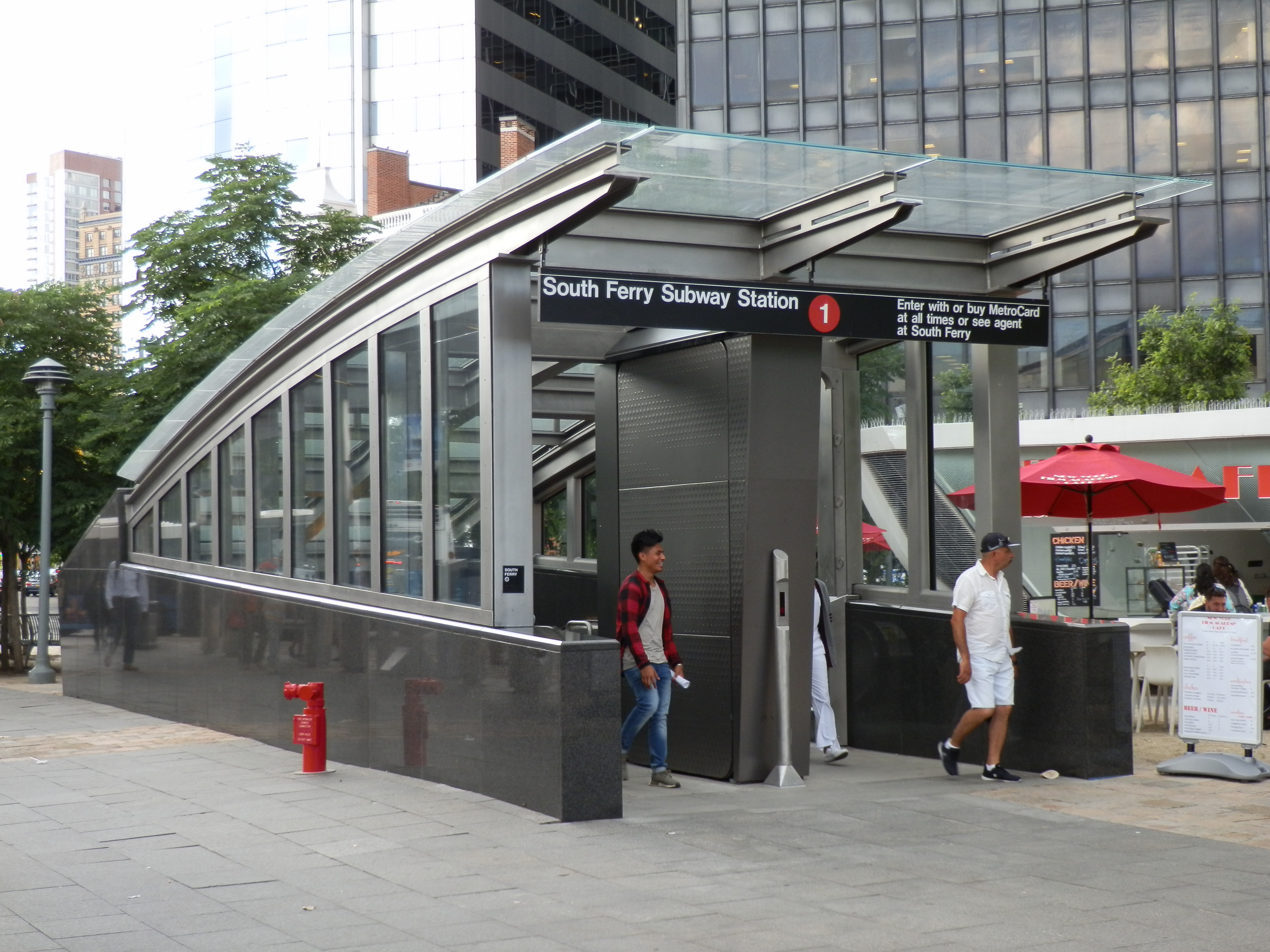
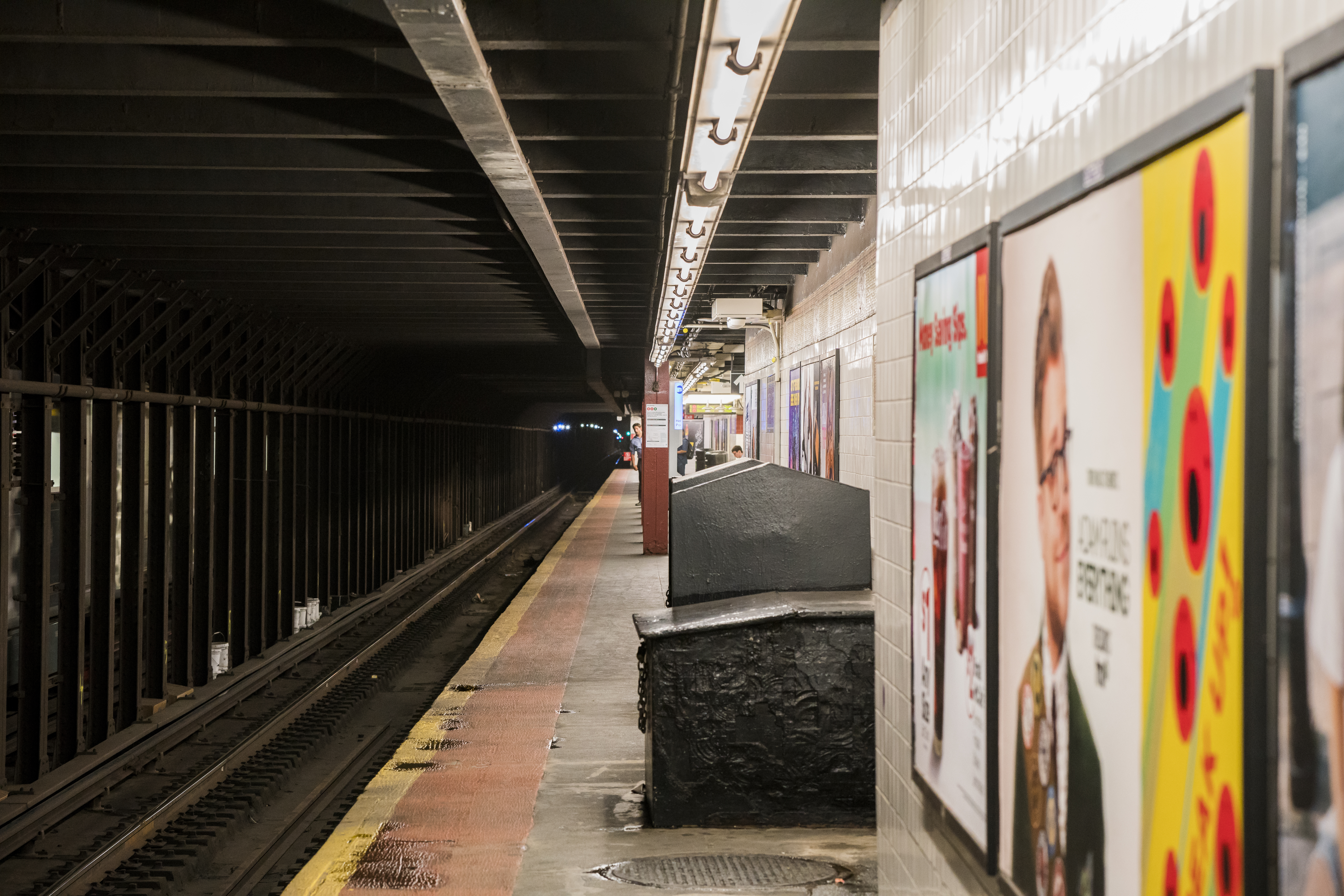
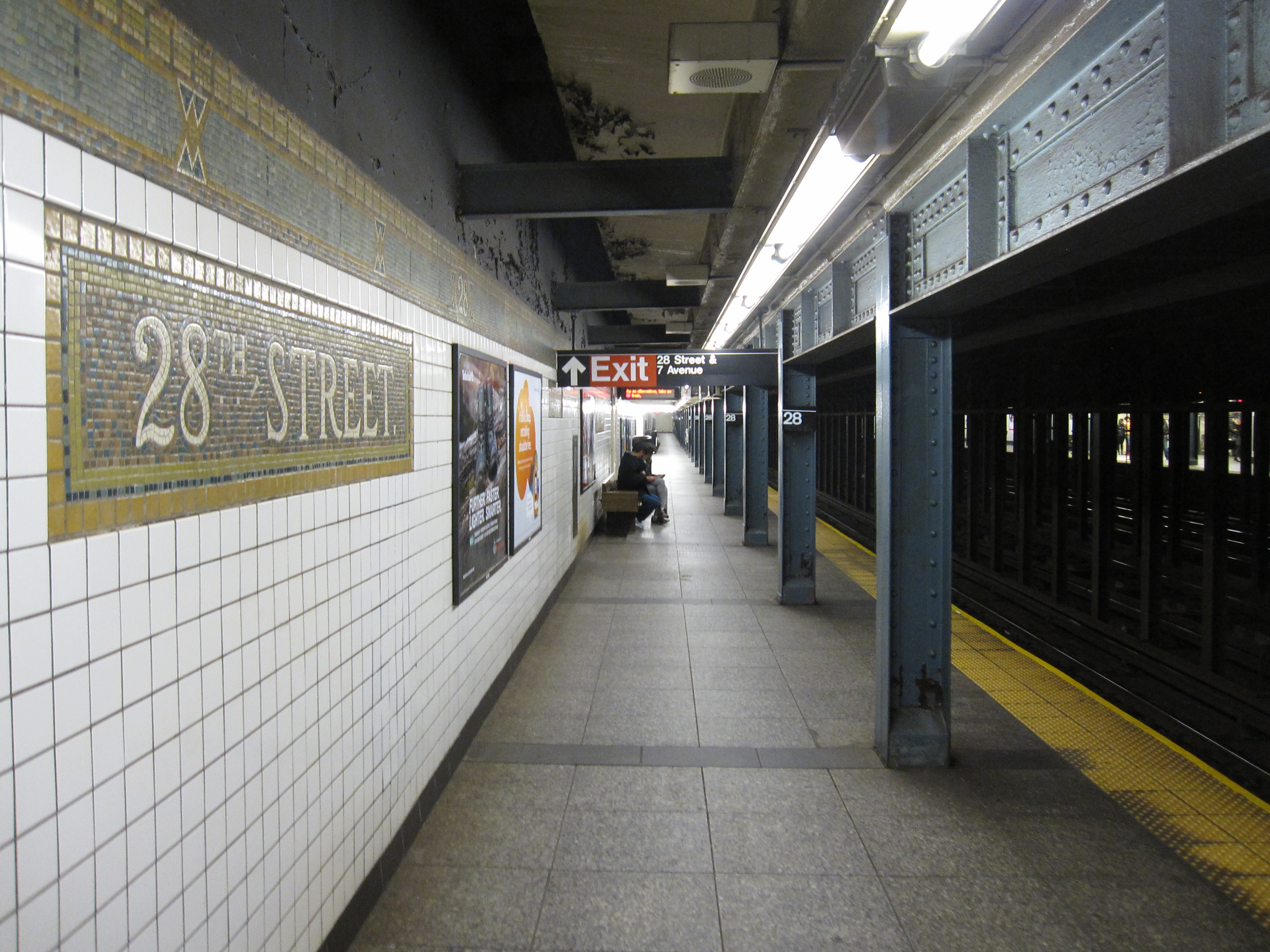
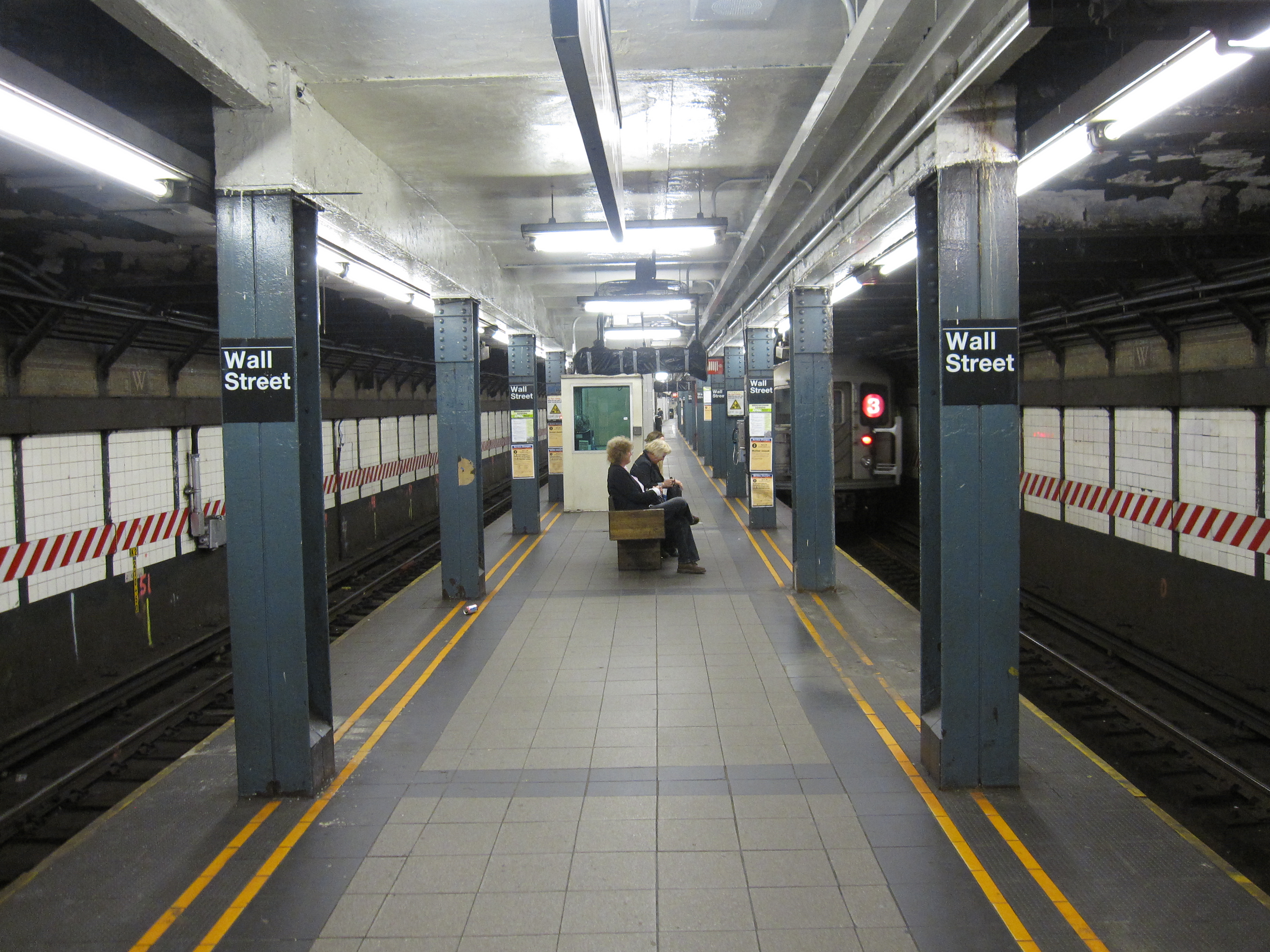